# Phantom Blue (album)
Pour le groupe, voir Phantom Blue.
Albums de Phantom Blue
Built to Perform
(1993)
Phantom Blue est le premier album studio du groupe Phantom Blue sorti en 1989.
L'album a été produit par l'ancien guitariste du groupe Megadeth Marty Friedman.

## Composition du groupe
- Gigi Hangach – chants
- Michelle Meldrum – guitare
- Nicole Couch – guitare
- Kim Nielsen – basse
- Linda McDonald – batterie

## Liste des titres

### Face-A
| No  | Titre            | Auteur                       | Durée |
| --- | ---------------- | ---------------------------- | ----- |
| A1. | Going Mad        | Nicole Couch                 | 3:25  |
| A2. | Last Shot        | Michelle Meldrum             | 3:24  |
| A3. | Why Call It Love | Jerry Marquez, Steve Fontano | 4:12  |
| A4. | Frantic Zone     | Nicole Couch                 | 3:29  |
| A5. | Slow It Down     | Nicole Couch                 | 3:20  |

### Face-B
| No  | Titre          | Auteur                                                        | Durée |
| --- | -------------- | ------------------------------------------------------------- | ----- |
| B1. | Walking Away   | Nicole Couch, Steve Fontano                                   | 3:31  |
| B2. | Fought It Out  | Nicole Couch                                                  | 2:46  |
| B3. | Never Too Late | Nicole Couch, Steve Fontano, Marty Friedman, Michelle Meldrum | 3:31  |
| B4. | Out Of Control | Marty Friedman, Michelle Meldrum                              | 3:31  |